# César Thomson
César Thomson (né à Liège le 18 mars 1857 et mort à Bissone en Suisse le 21 août 1931) est un violoniste belge, professeur de violon et compositeur.

## Biographie
À l'âge de sept ans, il entre au Conservatoire royal de Liège, où il suit les cours de Désiré Heynberg (1831-1897), Jacques Dupuis (ru) (1830-1870) et Lambert Massart. À 16 ans, on lui reconnaît « une technique inégalée par tout autre violoniste contemporain ». Il est aussi l'élève de Hubert Léonard, Henryk Wieniawski et Henri Vieuxtemps.
Déjà durant ses études au conservatoire, il joue dans l'orchestre du Pavillon de Flore à Liège, dirigé à cette époque par Nicolas Ysaÿe, le père d'Eugène. En 1875 il voyage en Italie et devient membre de l'orchestre privé du baron de Derwies, qui en 1877, construit le Castello di Trevano à Lugano, en Suisse. Thompson épouse une femme de la noblesse locale, Luisa Riva. En 1879, il joue comme soliste dans l'orchestre Bilse à Berlin, qui devient deux ans plus tard l'orchestre Philharmonique de Berlin. En 1882, Thomson il revient dans sa ville natale où il est nommé professeur de violon au Conservatoire. En 1897, il succède à Eugène Ysaye en tant que professeur au Conservatoire royal de Bruxelles. En 1898, il crée un quatuor à cordes, dans lequel il est premier violon.
Il obtient un grand succès comme soliste à Leipzig en 1891 et à Bruxelles en 1898. Ses apparitions en Grande-Bretagne et aux États-Unis ont été moins favorablement accueillies, mais il est très populaire en Amérique du Sud. Il a enseigné à Ithaca College de 1924 à 1927 et à la Julliard School à New York.
César Thomson a repris bon nombre des œuvres alors méconnues de Niccolò Paganini, et il a beaucoup contribué à l'édition, l'organisation et la transcription des œuvres de l'école italienne, de compositeurs tels que Corelli, Haendel, Tartini, Bach, Nardini et Vitali.

## Œuvres
- 1909 : Rhapsody Zigeuner pour violon et orchestre.

## Élèves
Parmi ses élèves on retiendra : Hugo Alfvén, Johan Halvorsen, Paul Kochanski, Jenny Lorrain, Alma Moodie, Guillermo Uribe Holguín, Demetrius Dounis, Gustave Koeckert, Haydn Wood et trois membres du Quatuor Flonzaley.

## Hommages et distinctions
À Liège, le boulevard César Thomson commémore son nom et son buste, sculpté par Louis Dupont, orne le boulevard Piercot.
Il a reçu les distinctions suivantes :
- Grand officier de l'ordre de la Couronne (en juillet 1926) ;
- Commandeur de l'ordre de Léopold (1919).